# Instytut Filologii Polskiej Uniwersytetu Zielonogórskiego
Instytut Filologii Polskiej Uniwersytetu Zielonogórskiego – jednostka organizacyjna Uniwersytetu Zielonogórskiego.

## Historia
Początek dziejów zielonogórskiej polonistyki zakreśla rok 1971, kiedy to w ramach nowo powstałej Wyższej Szkoły Nauczycielskiej powołano Zakład Filologii Polskiej – zalążek dzisiejszego Instytutu. Trzy lata później, po przekształceniu ówczesnej uczelni w Wyższą Szkołę Pedagogiczną, możliwe było utworzenie Instytutu Filologii Polskiej – dziś jednej z największych jednostek organizacyjnych Wydziału Humanistycznego Uniwersytetu Zielonogórskiego.
Prowadzone przez Instytut badania obejmują różnorodną problematykę z zakresu literaturoznawstwa, językoznawstwa, komunikacji medialnej, nauk pomocniczych filologii (m.in. bibliologii, filozofii literatury, kognitywistyki) oraz dydaktyki literatury i języka polskiego.
Pracownicy Instytutu obsługują studia pierwszego (licencjackie) i drugiego stopnia (magisterskie) na kierunkach: dziennikarstwo i komunikacja społeczna (st. I i II stopnia), filologia polska (st. I i II stopnia), filologiczna obsługa internetu i e-edytorstwo (st. I stopnia) oraz literatura popularna i kreacje światów gier (st. I stopnia) w specjalności/specjalizacji: broker informacji, nauczanie języka polskiego jako obcego, nauczycielskiej oraz pisanie kreatywne (st. I stopnia) bądź dziennikarstwo internetowe i nauczycielskiej (st. II stopnia). Ponadto prowadzą zajęcia na studiach trzeciego stopnia (doktoranckich) na kierunkach literaturoznawstwo i językoznawstwo oraz prowadzonych przez Wydział Humanistyczny UZ studiach dokształcających (podyplomowych).
W roku akademickim 2014/2015 Instytut otrzymał kolejny raz pozytywną ocenę Państwowej Komisji Akredytacyjnej.